# Arinișul Erenciuc
Arinișul Erenciuc este o arie protejată de interes național ce corespunde categoriei a I-a IUCN (rezervație naturală de tip avifaunistic și forestier), situată în județul Tulcea pe teritoriul administrativ al comunei Sfântu Gheorghe.

## Localizare
Aria naturală se află în extremitatea central-estică a județului Tulcea (în partea sudică a Deltei Dunării) aproape de gura de vărsare în Marea Neagră a Brațului Sfântul Gheorghe, pe teritoriul estic al satului Sfântu Gheorghe.

## Descriere

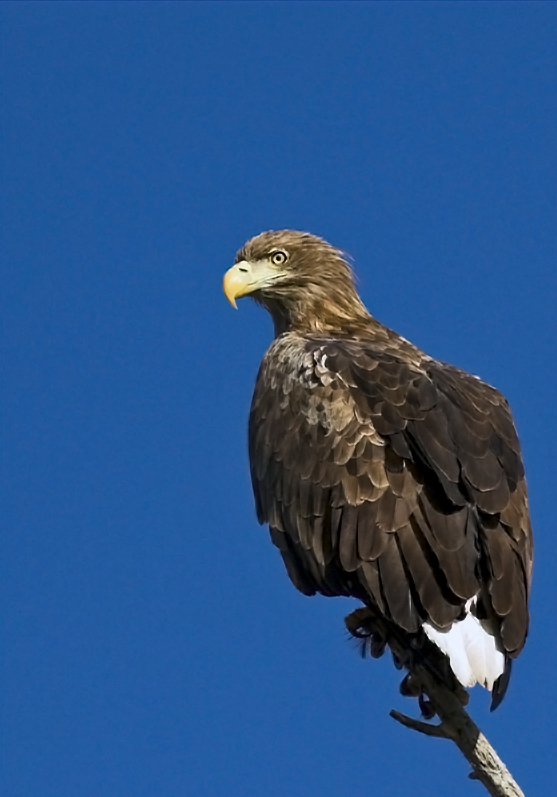
Vultur codalb (Heliaeetus albicilla)

Rezervația naturală cu o suprafață de 50 ha. a fost declarată arie protejată prin Legea Nr.5 din 6 martie 2000, publicată în Monitorul Oficial al României, Nr.152 din 12 aprilie 2000 (privind aprobarea Planului de amenajare a teritoriului național - Secțiunea a III-a - zone protejate) și este inclusă în Parcul Național Delta Dunării aflat pe lista patrimoniului mondial al UNESCO, ca rezervație a biosferei.

## Biodiversitate
Aria naturală reprezintă o zonă umedă (lacuri, bălți, lunci inundabile, grinduri, terenuri împădurite) cu rol de protecție pentru comunități arboricole compacte de arin negru (Alnus glutinosa), ce adăpostesc și asigură condiții de hrană și cuibărire pentru vulturul codalb (Haliaeetus albicilla) o specie rară de pasăre (ce aparține familiei Accipitridae) aflată pe teritoriul României. 